# Vexilla regis prodeunt inferni
Vexilla regis pròdeunt inferni (Si avvicinano/Avanzano i vessilli del re dell'Inferno) è il primo verso del XXXIV canto dell'Inferno della Divina Commedia di Dante Alighieri. Dopo aver attraversato le prime tre zone di Cocito, l'ultimo cerchio dell'Inferno, Dante e Virgilio giungono al centro del lago di ghiaccio, da cui si erge a mezzo busto Lucifero. Virgilio lo presenta a Dante attraverso una parafrasi del verso iniziale dell'Inno  alla Croce di San Venanzio Fortunato, vescovo di Poitiers che, in occasione dell'arrivo di una reliquia della Santa Croce da Costantinopoli, inviata alla regina Santa Radegonda, scrisse quest'inno. Virgilio aggiunge però il termine latino "inferni" in senso ironico, ossia per fare del principe del Male una parodica antitesi della Santa Croce, portatrice di salvezza all'umanità.